# Hanburia spectabilis
Hanburia spectabilis är en gurkväxtart som först beskrevs av Mart.Crov., och fick sitt nu gällande namn av H.Schaef. och S.S.Renner. Hanburia spectabilis ingår i släktet Hanburia och familjen gurkväxter. Inga underarter finns listade i Catalogue of Life.